# Contea di Kargilik
La contea di Kargilik (喀格勒克县S) o contea di Yecheng (叶城县S) è una contea della Cina, situata nella regione autonoma di Xinjiang e amministrata dalla prefettura di Kashgar.